# Merzligen
Merzligen är en ort och kommun i distriktet Seeland i kantonen Bern, Schweiz. Kommunen har 402 invånare (2023).